# 马克斯·施特赖布尔

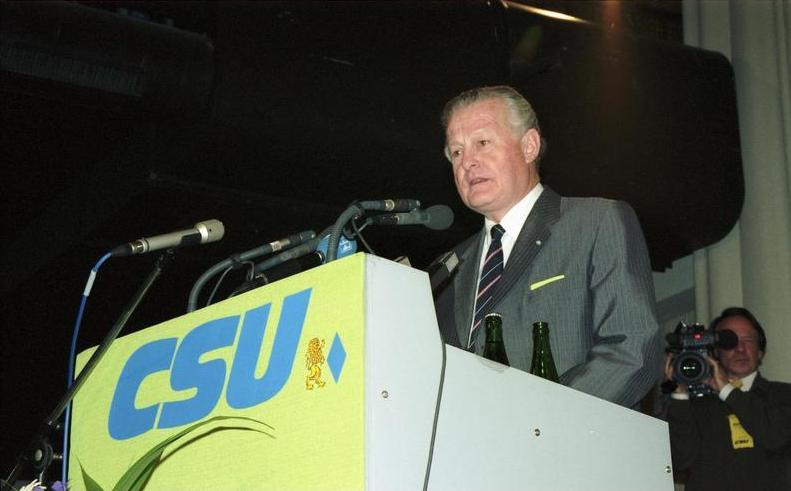

马克斯·施特赖布尔（Max Streibl，1932年1月6日—1998年12月11日），德国政治人物，基督教社会联盟党人。1988年10月19日至1993年5月27日，担任巴伐利亚州州长。

## 生平
1932年，马克斯·施特赖布尔生于上阿默高。1962年至1994年，担任巴伐利亚州议会议员。1970年至1977年，担任巴伐利亚州环境部部长。1977年至1988年，担任巴伐利亚州财政部部长。1988年10月，时任州长弗朗茨·约瑟夫·施特劳斯猝然去世，施特赖布尔继任州长。1993年，因涉嫌受贿丑闻被迫辞职。辞任州长不久后，退出政坛。1998年12月，逝世于慕尼黑。